# ヒリー・イスラエル
ヒリー・イスラエル（ヘブライ語: הילי ישראל、英語表記：Hilly Israel, 1985年10月9日 - ）は イスラエルの女優、女性声優。

## 出演作品

### テレビアニメ
- アベンジャーズ 地球最強のヒーロー（マリア・ヒル）
- イナズマイレブンGO（ジェイド・グリーン〔ג'ייד גרין〕＝瀬戸水鳥）
- パワーパフガールズ（役名表記なし）
- Fanboy & Chum Chum（ルーペ）
- カードキャプターさくら（役名表記なし）
- マジック・スクール・バス（キーシャ）
- 美少女戦士セーラームーン（愛野美奈子 / セーラーヴィーナス）
- スティーブン・ユニバース（ガーネット、ステボニー）
- タラ・ダンカン（タラ・ダンカン）
- ティーン・タイタンズ（レイブン）
- ティーン・タイタンズGO!（レイブン）
- リトル・ビル（役名表記なし）
- Winx Clubシリーズ
  - Winx Club（テクナ）
  - ポップピクシー（パム）